# Kalkere, Tiptur
Kalkere là một làng thuộc tehsil Tiptur, huyện Tumkur, bang Karnataka, Ấn Độ.